# Live Dwango Reader
Live Dwango Reader（ライブドワンゴリーダー）は、株式会社ドワンゴが提供するブラウザ型のフィードリーダー。2006年4月20日にライブドア（現・LINE）がlivedoor Reader β版として公開した。ライブドアIDが必要。OPML対応。
2014年10月1日にサービス終了を発表したが、撤回した後に、同年12月1日にドワンゴに運営譲渡されてサービスが継続していた。
2015年4月2日にスマートフォン版のLDR Pocketがリリースされた。
2017年8月31日にサービスを終了した。
有志による互換サービスの開発企画もある。

## 機能

### フォルダ機能
新規追加や移動といった基本操作を画面遷移なしで行え、増え続けるフィードをスムーズに管理できる。

### レート機能
1つ星から5つ星までのレート機能によって、フィードの管理を効率化しやすくしている。

### キーボードショートカット機能
手軽なキーボードショートカット機能によって、自由自在に必要な情報を探したり、斜め読みしたりしやすくしている。

### ピン・アイコン機能
気になる記事をあとでじっくり読みたい場合など、その記事のところで「ピン」のアイコンをクリックすれば、あとで新しいウィンドウで開いて読むことができる。

### クリップ機能
ソーシャルブックマーク機能と連携している。クリップ機能で気になる記事を登録しておくと、月日を経たあとでも、探したり、読み返したりするのに重宝する。ただし、あらかじめ「livedoor クリップ」のユーザー登録をしておく必要がある。

### モバイル機能
移動中や外出先でも最新情報をモバイルでチェックできる。
フォルダ機能、レート機能、ピン機能といったPC版の機能を、そのままモバイルで使えるようにしてある。

### ソーシャル機能
ソーシャル機能でフィードを共有できる。ソーシャル機能によって、自分が読んでいるフィードを公開したり、他人が読んでいるフィードを見ることができるため、さらに効率のよい情報収集が可能となる。